# ドント・パス・ミー・バイ
「ドント・パス・ミー・バイ」（Don't Pass Me By）は、ビートルズの楽曲である。1968年に発売された9作目のイギリス盤オリジナル・アルバム『ザ・ビートルズ』に収録された楽曲。リンゴ・スターが作詞作曲を手がけたカントリーロック調の楽曲で、スターのソングライターデビュー作である。1968年6月にスターとポール・マッカートニーに加えて、ヴァイオリン奏者のジャック・ファロンの3人でレコーディングが行われ、ジョン・レノンとジョージ・ハリスンは参加していない。
スカンジナビアでシングル・カットされたが、作者名がレノン＝マッカートニーと誤表記されている。このシングル盤は、1969年4月にデンマークのシングルチャートで第1位を獲得した。

## 背景
スターが本作の構想を練り始めたのは1964年で、同年6月のニュージーランドのラジオ局でのインタビューで、ポール・マッカートニーがリンゴがはじめて曲づくりに挑んだ。美しいメロディだと語り、スターはカントリー&ウェスタンのつもりで書いたんだけど、ジョンとポールがブルースのフィーリングでうたうと、もう一気に打ちのめされたと語っている。
前述の番組から1か月後に出演したBBCラジオの番組『トップ・ギア』で、スターがブライアン・マシューと本作を論じており、同番組内でマッカートニーが「Don't pass me by, don't make me cry, don't make me blue, baby（僕を置いていかないで、僕を泣かせないで、僕をブルーにさせないで）」と本作のリフレイン部分の冒頭のフレーズを歌っている。
スターは、本作についてオレの最初の曲、オレが書いた曲を形にするのは、最高の気分だったすごく興奮したし、みんなも本当に協力的でね、あのイカれたヴァイオリニストのレコーディングは、特に胸がワクワクしたと語っている。
なお、本作の楽譜出版元はスターの楽曲専門会社スターティング・ミュージックが所有しているが発表されてしばらくはアップル・パブリッシングが所有していた。

## レコーディング
「ドント・パス・ミー・バイ」のレコーディングは、1968年6月5日と6日、7月12日にEMIレコーディング・スタジオのスタジオ2で行われた。前述のとおり1964年から制作された楽曲だが、6月5日のセッション・テープのラベルには「Ringo's Tune (Untitled)」、6月6日のセッション・テープのラベルには「This Is Some Friendly」と表記され、7月12日までに元の「ドント・パス・ミー・バイ」に戻された。
6月6日にレコーディングされたリード・ボーカルのトラックの合間では、スターが2小節をカウントする声が入っており、これは2回目のリフレインと3回目のリフレインの間で確認できる。モノラル・ミックスは、ステレオ・ミックスよりもテープの回転速度が上げられており、フェード・アウト部分でのヴァイオリンのフレーズも異なっている。1996年に発売された『ザ・ビートルズ・アンソロジー3』には、ヴァイオリンがオーバー・ダビングされる前のテイクを編集した音源が収録された。
ジョージ・マーティンは、本作のイントロとしてオーケストラの小曲を制作したが、最終的に未使用となった。この小曲は、1996年に発売された『ザ・ビートルズ・アンソロジー3』に「ア・ビギニング」として収録された。
なお、本作においてジョン・レノンとジョージ・ハリスンは演奏に参加していないが、レノンは6月5日のセッションに同席しており、同日にレコーディングされたテープのテイクの合間で、「ユー・アー・マイ・サンシャイン」の1フレーズを歌うレノンのボーカルが残されている。

## 評価
作家のバリー・マイルズは、本作を「リンゴのカントリー&ウェスタン・ナンバー」「素晴らしい曲」とし、ジャック・ファロンのヴァイオリンの演奏とバグパイプ効果を称賛した。クラシック・ロック』誌のイアン・フォートナムは、「アルバム『ザ・ビートルズ』を『“永続的なロックの青写真”にした4曲」として「ホワイル・マイ・ギター・ジェントリー・ウィープス」、「ヤー・ブルース」、「ヘルター・スケルター」と共に本作を挙げた。

## クレジット
- リンゴ・スター - ボーカル、ドラム、タック・ピアノ、スレイベル、カウベル、マラカス、コンガ
- ポール・マッカートニー - グランドピアノ、ベース
- ジャック・ファロン（英語版） - ヴァイオリン

以上が、イアン・マクドナルドやマーク・ルイソンの著書を出典としたクレジット。
しかし、2018年に発売された『ザ・ビートルズ (ホワイト・アルバム)〈スーパー・デラックス・エディション〉』に付属のブックレットには、以下のようなクレジットが掲載されている。
- リンゴ・スター - リード・ボーカル、ピアノ、スレイベル、パーカッション
- ポール・マッカートニー - ピアノ、ベース、ドラム
- ジャック・ファロン - ヴァイオリン

## カバー・バージョン
アメリカ・ジョージア州出身のロックバンド、ジョージア・サテライツが、1988年に発売されたアルバム『オープン・オール・ナイト』で本作をカバーし、2004年にザ・パンクルズがアルバム『Pistol』でカバーした。
1994年10月31日、フィッシュがニューヨークでアルバム『ザ・ビートルズ』に収録の全曲をカバーするライブを行い、本作はブルーグラス調にアレンジされて演奏された。このライブでの演奏は、2002年に発売された4枚組のライブ・アルバム『LIVE PHISH 13　10.31.94』で音源化された。
スターは、2017年に発売されたアルバム『ギヴ・モア・ラヴ』で、ボーナス・トラックとして本作をセルフカバーした。

## ア・ビギニング
「ア・ビギニング」（A Beginning）は、ビートルズのプロデューサーであるジョージ・マーティンが作曲したインストゥルメンタルである。「ドント・パス・ミー・バイ」のイントロとして作曲され、「グッド・ナイト」のオーケストラ・セッションと同じ1968年7月22日にEMIレコーディング・スタジオに録音された。しかし最終的に本作は未使用となった。
1968年に公開されたビートルズのアニメ映画『イエロー・サブマリン』にて、「エリナー・リグビー」のイントロとして本作の別テイクが使用された。
1996年に未発表音源やアウトテイクなどを収録した「ザ・ビートルズ・アンソロジー」シリーズの（CD作品としては）第3弾となる『ザ・ビートルズ・アンソロジー3』が発売され、本作はオープニング・トラックとして収録された。当初、この作品の1曲目には新曲として「ナウ・アンド・ゼン」が収録される予定だったが、諸問題により未完成となったためその代わりとして本作が取り上げられた。タイトルは『ザ・ビートルズ・アンソロジー3』の最後に収録された「ジ・エンド」に呼応して付けられたもの。
2018年に発売された『ザ・ビートルズ (ホワイト・アルバム) ＜スーパー・デラックス・エディション＞』のCD4に、この曲のテイク4が「ドント・パス・ミー・バイ (テイク7)」のイントロとして収録されている。タイトルも「ア・ビギニング (テイク4) / ドント・パス・ミー・バイ (テイク7)（A Beginning (Take 4) / Don't Pass By Me (Take 7)）」と表記されている。

### クレジット（ア・ビギニング）
※出典
- スタジオミュージシャン（演奏者不明） - オーケストラ[注釈 5]、合唱
- ジョージ・マーティン - 指揮者